# Mouzaragui
Mouzaragui è un comune del Ciad situata nel dipartimento di Barh El Gazel Ovest, provincia di Barh El Gazel.